# 青山賢信
青山 賢信（あおやま よしのぶ、1933年8月31日 - ）は、日本の建築人類学者・建築史家。大阪工業大学名誉教授。工学博士（大阪市立大学）。元貝塚市文化財保護審議会委員。
専門は、建築人類学・文化人類学・人文科学、建築史・建築意匠（特に神社/寺院、文化遺産）、建築規制・建築法令など。

## 略歴
1959年大阪市立大学大学院工学研究科建築学専攻修士課程修了（古建築の復原研究の第一人者である浅野清の指導）。のちに工学博士（大阪市立大学）。大阪工業高等専門学校助教授を経て、1975年大阪工業大学工学部建築学科教授。2001年大阪工業大学名誉教授。
大阪工業大学工学部建築学科にて、25年以上の長きに渡り教鞭を執り、特に建築人類学・建築史・建築意匠の研究に貢献した。
主な著書は、能勢の民家（浅野清との共著、日本民家集落博物館1965、学術書）、復元大系日本の城（共著、ぎょうせい1992、学術書）。

## 主な研究
- 能勢地方民家の平面と構造の古形式(建築史・建築意匠)[5]
- 奈良県五條市町家平面の型(建築史・建築意匠)[3]
- 大坂町奉行所による建築規制の行政・運用についての研究 〜 河内国古橋組・摂津国福井組文書を中心に[6]
- 寺院本堂における普請願書申請時の規模記載法について : 河内古橋組を中心として(建築史・建築意匠・建築論)
- 大分県玖珠郡九重町民家調査報告書 (文化財調査報告 ; 第4輯)